# Landgericht Amberg

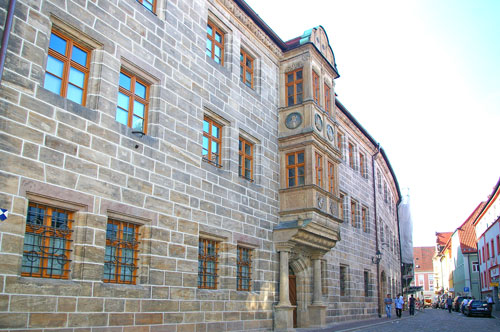
Landgericht Amberg in der ehemaligen Regierungskanzlei (2008)

Das Landgericht Amberg ist ein Gericht der ordentlichen Gerichtsbarkeit in Amberg. Es ist eines von 22 Landgerichten im Freistaat Bayern.

## Gerichtssitz und Bezirk
Der Sitz des Landgerichts (LG) ist Amberg; der Gerichtsbezirk umfasst die kreisfreie Stadt Amberg sowie die Landkreise Amberg-Sulzbach und Schwandorf.
Im Landgerichtsbezirk Amberg sind 207 Rechtsanwälte (Stand: 31. Dezember 2013) zugelassen.

## Geschichte
Amberg ist ein alter Gerichtssitz der Kurpfalz und später des Herzogtums Bayern. Seit 1803 bestand ein bayerisches Landgericht älterer Ordnung in Amberg, seit 1857 auch ein Bezirksgericht. Anlässlich der am 1. Juli 1862 in Kraft getretenen vollständigen Trennung von Rechtsprechung und Verwaltung in den rechtsrheinischen Landesteilen des Königreichs Bayern wurde das bisherige Stadtgericht Amberg mit dem Landgericht Amberg zu einem Stadt- und Landgericht vereinigt. 1879 wurde nach dem reichseinheitlichen Gerichtsverfassungsgesetz von 1877 das damalige Landgericht Amberg (älterer Ordnung) in das Amtsgericht Amberg umgewandelt, aus dem Bezirksgericht wurde das neue Landgericht Amberg.
Dessen Bezirk umfasste ab dem 1. Oktober 1879 die Amtsgerichtsbezirke Amberg, Cham, Furth, Kastl, Neumarkt i. d. Oberpfalz, Neunburg v. Wald, Parsberg, Schwandorf, Sulzbach und Waldmünchen.
Zum 1. April 1926 wurde das Amtsgericht Neumarkt i. d. Oberpfalz dem Landgerichtsbezirk Nürnberg zugeordnet.

## Landesarbeitsgericht Amberg
Gemäß Arbeitsgerichtsgesetz vom 23. Dezember 1926 wurden in Deutschland Arbeitsgerichte gebildet. Diese waren nur in der ersten Instanz organisatorisch selbstständige Gerichte, die Landesarbeitsgerichte waren den Landgerichten zugeordnet. Am Landgericht Amberg entstand so 1927 das Landesarbeitsgericht Amberg als eines von 23 Landesarbeitsgerichten in Bayern. Sein Sprengel umfasste die Arbeitsgerichte Amberg, Cham, Neumarkt in der Oberpfalz, Neunburg vorm Wald, Nittenau, Oberviechtach, Parsberg, Roding, Schwandorf, Sulzbach und Vilseck. Das Landesarbeitsgericht Amberg wurde bereits zum 1. Januar 1930 aufgehoben, da die Zahl der Landesarbeitsgerichte auf sieben reduziert wurde. Die Aufgaben übernahm das Landesarbeitsgericht Nürnberg.

## Gerichtsgebäude
Das Landgericht Amberg ist in der ehemaligen kurfürstlichen Regierungskanzlei in der Regierungsstraße 8 in Amberg untergebracht, einem bedeutenden Bauwerk der Renaissance. Nach zehnjähriger Generalsanierung wurde das älteste Landgerichtsgebäude Bayerns 2015 neu eingeweiht.

## Über- und nachgeordnete Gerichte
Das Landgericht Amberg ist eines von fünf Landgerichten, denen das Oberlandesgericht Nürnberg übergeordnet ist; nachgeordnet sind die Amtsgerichte in Amberg und Schwandorf.

## Leitung
Präsident des Landgerichts ist Harald Riedl, der zuvor Leitender Oberstaatsanwalt bei der Staatsanwaltschaft Amberg war. Vizepräsidentin des Landgerichts ist Roswitha Stöber.
Geschäftsleiter des Landgerichts ist Rechtspflegeoberrat Josef Auer.